# Altes Rathaus (Haßfurt)

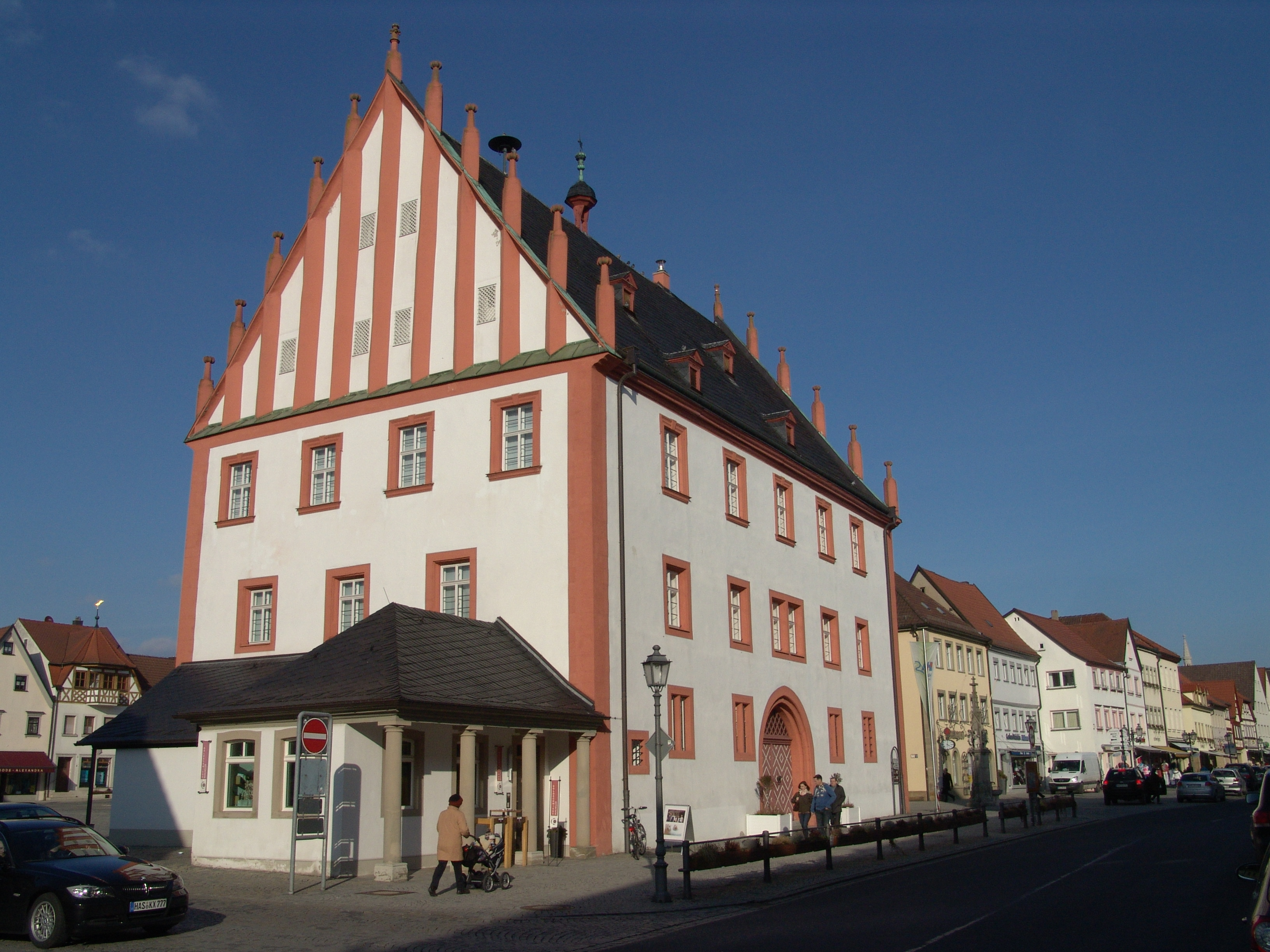
Altes Rathaus in Haßfurt

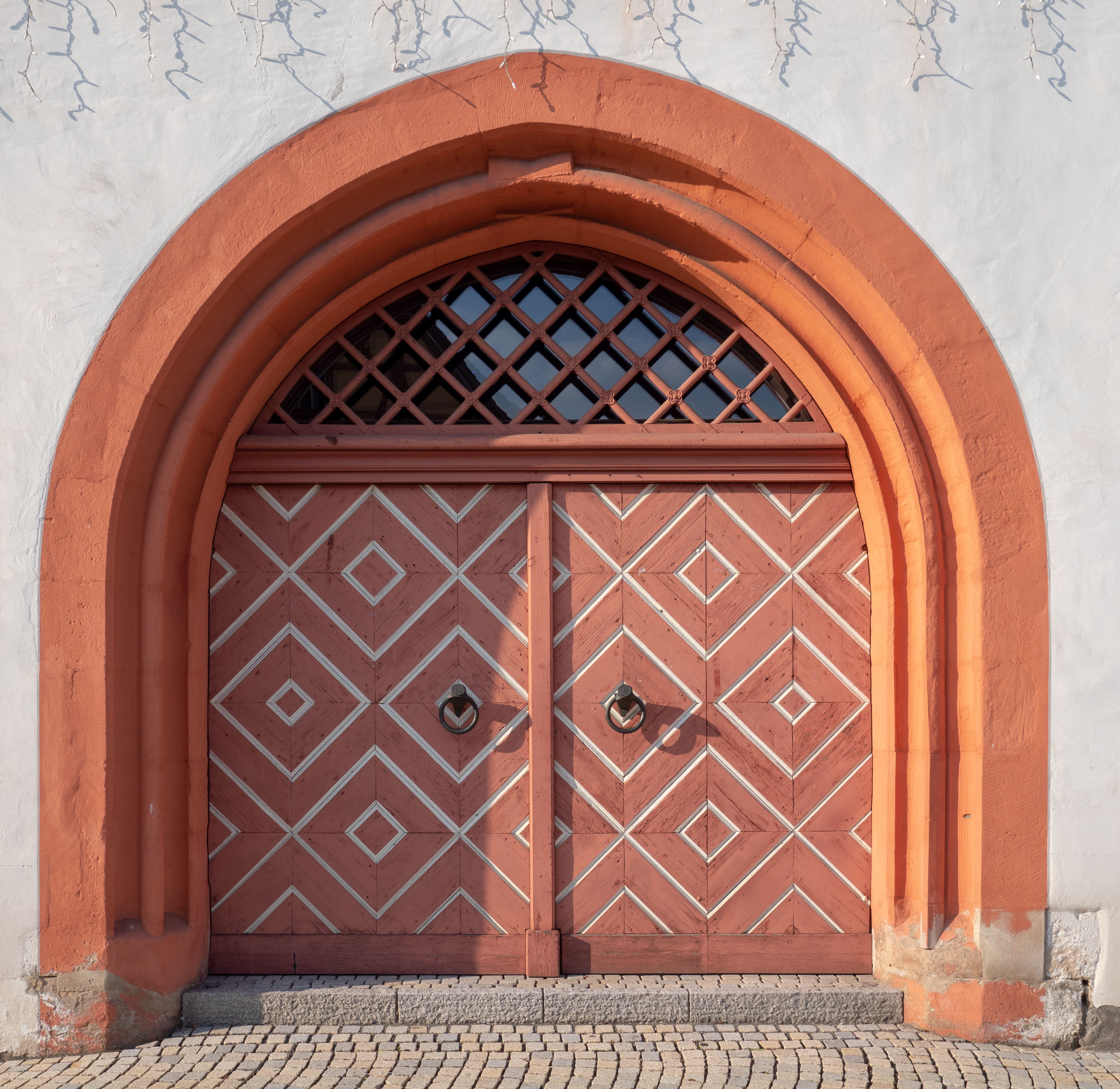
Portal mit profiliertem Sandsteingewände

Das Alte Rathaus in Haßfurt, einer Stadt im unterfränkischen Landkreis Haßberge in Bayern, wurde Ende des 15. Jahrhunderts errichtet und im 18./19. Jahrhundert verändert. Das spätgotische Rathaus am Marktplatz 1 ist ein geschütztes Baudenkmal. 
Der dreigeschossige Satteldachbau mit Werksteingliederungen und Fialengiebel in Sandstein steht in beherrschender Lage zwischen Hauptstraße und Marktplatz.